# إشراف عبد الله
إشراف عبد الله (14 جانفي 1987) لاعبة كرة يد تونسية.

## مواضيع ذات صلة
منتخب تونس لكرة اليد للسيدات